# Municipio de Lincoln (condado de Jasper)
El municipio de Lincoln (en inglés: Lincoln Township) es un municipio ubicado en el condado de Jasper en el estado estadounidense de Misuri. En el año 2010 tenía una población de 296 habitantes y una densidad poblacional de 2,95 personas por km².

## Geografía
El municipio de Lincoln se encuentra ubicado en las coordenadas 37°18′3″N 94°7′27″O / 37.30083, -94.12417. Según la Oficina del Censo de los Estados Unidos, el municipio tiene una superficie total de 100.27 km², de la cual 100,24 km² corresponden a tierra firme y (0,03 %) 0,03 km² es agua.

## Demografía
Según el censo de 2010, había 296 personas residiendo en el municipio de Lincoln. La densidad de población era de 2,95 hab./km². De los 296 habitantes, el municipio de Lincoln estaba compuesto por el 93,58 % blancos, el 0,34 % eran amerindios, el 4,05 % eran de otras razas y el 2,03 % eran de una mezcla de razas. Del total de la población el 6,42 % eran hispanos o latinos de cualquier raza.